# Główny Inspektorat Ochrony Przemysłu MSW
Główny Inspektorat Ochrony Przemysłu MSW – jednostka organizacyjna Ministerstwa Spraw Wewnętrznych Polskiej Rzeczypospolitej Ludowej funkcjonująca w latach 1956–1989 (od 1981 r. w pionie Służby Bezpieczeństwa), utworzona na bazie Inspektoratu Ochrony Korpusu Bezpieczeństwa Wewnętrznego (istniejącego od 1949 r.). Do zadań komórki należało realizowanie kompetencji ministra w zakresie nadzoru nad działalnością Straży Przemysłowej oraz innych umundurowanych i uzbrojonych specjalistycznych formacji zajmujących się fizyczną i techniczną ochroną uspołecznionych zakładów pracy.

## Historia zmian strukturalnych

### Początki działalności formacji ochronnych
Pierwszy okres istnienia Polski Ludowej charakteryzował się dość niejednolitym systemem ochrony zakładów pracy i obiektów gospodarki narodowej. Bezpośrednio po przejściu frontu sprawami tego typu zajmowały się doraźnie organizowane straże, milicje i komitety robotnicze, a także specjalnie oddelegowane oddziały Wojska Polskiego. W 1945 r. koordynację działań w tym zakresie powierzono Ministerstwu Bezpieczeństwa Publicznego, w ramach którego część zadań ochronnych zaczęły w kolejnych latach przejmować jednostki nowo utworzonego Korpusu Bezpieczeństwa Wewnętrznego.
16 października 1945 r. w Ministerstwie Bezpieczeństwa Publicznego wydany został okólnik nr 2 w sprawie Straży Przemysłowych, które organizowano w przedsiębiorstwach podległych poszczególnym ministerstwom związanym z gospodarką. W porozumieniu z szefem MBP utworzone zostały także inne formacje ochronne: Straż Leśna przy resorcie leśnictwa (działająca na podstawie dekretu z 5 lipca 1946 r.), Straż Pocztowa (Łączności) przy resorcie poczt i telegrafów (łączności) (działająca na podstawie dekretu z 17 października 1946 r.) oraz Straż Portowa (Obiektów Portowych) przy resorcie żeglugi (działająca na podstawie dekretu z 5 września 1947 r.). Ponadto przy resorcie komunikacji funkcjonowała Służba Ochrony Kolei (Straż Kolejowa) (działająca wówczas na podstawie aktów prawnych niższego rzędu).

### Funkcjonowanie pionu ochrony przemysłu w ramach KBW
Względnego uporządkowania spraw ochrony przemysłu dokonano po wydaniu zarządzenia Przewodniczącego Komitetu Ekonomicznego Rady Ministrów z 3 listopada 1949 r., na mocy którego kontrolę nad Strażą Przemysłową przekazano Korpusowi Bezpieczeństwa Wewnętrznego. W centrali został wtedy utworzony Inspektorat Ochrony KBW, zaś jego terenowymi odpowiednikami stały się wojewódzkie inspektoraty ochrony KBW. Do zadań nowego pionu należało nadzorowanie formacji ochronnych, prowadzenie szkoleń pracowników i funkcjonariuszy oraz kształtowanie koncepcji i zasad zabezpieczenia zakładów pracy. Działania te podejmowane były we współpracy z kierownikami poszczególnych przedsiębiorstw oraz z Departamentem IV MBP zajmującym się operacyjną ochroną gospodarki.
Inspektorat Ochrony KBW funkcjonował przy Ministerstwie Bezpieczeństwa Publicznego do 14 grudnia 1954 r., a po zlikwidowaniu MBP i utworzeniu w jego miejsce Komitetu do Spraw Bezpieczeństwa Publicznego oraz Ministerstwa Spraw Wewnętrznych znalazł się (wraz z całym Korpusem Bezpieczeństwa Wewnętrznego) w strukturach MSW. Komórka wykonywała swoje zadania w niezmienionym kształcie aż do kolejnej reorganizacji organów bezpieczeństwa państwa i porządku publicznego przeprowadzonej pod koniec 1956 r. (w wyniku której jednostki KdsBP zostały włączone do MSW jako Służba Bezpieczeństwa).

### Funkcjonowanie pionu ochrony przemysłu w ramach centrali MSW
18 października 1956 r. na bazie dotychczasowego Inspektoratu Ochrony KBW powstał Główny Inspektorat Ochrony Przemysłu MSW. Status komórki uregulowano zarządzeniem nr 00238 ministra z 29 listopada 1956 r. wprowadzającym zasadnicze zmiany w organizacji Ministerstwa Spraw Wewnętrznych. Na czele inspektoratu stanął szef (od 1 lutego 1970 r. kierownik) z pozycją równorzędną dyrektorowi departamentu, sieć lokalną tworzyły wojewódzkie inspektoraty ochrony przemysłu MSW. Po wyodrębnieniu ze struktur KBW pion został w kolejnych latach powiązany z Milicją Obywatelską, ponadto podjął on ścisłą współpracę z Departamentem III MSW realizującym wtedy m.in. zadania z zakresu operacyjnej ochrony gospodarki. W kwietniu 1971 r. jednostki terenowe inspektoratu włączono w skład komend wojewódzkich Milicji Obywatelskiej (jako inspektoraty ochrony przemysłu KW MO), a nadzór nad nimi objęli zastępcy komendantów ds. Służby Milicji.
Ujednolicenie kwestii związanych z zabezpieczeniem mienia nastąpiło po wejściu w życie ustawy z 31 stycznia 1961 r. W myśl jej przepisów kontrolę nad Strażą Przemysłową (w resorcie żeglugi działającą jako Straż Portowa, a w resorcie finansów jako Straż Bankowa) sprawował szef MSW koordynujący również działalność resortowych inspektoratów powoływanych do bezpośredniego nadzoru nad formacjami ochronnymi. Aktem wykonawczym do ustawy była uchwała nr 328 Rady Ministrów z 29 października 1962 r. określająca uprawnienia ministra (a w praktyce obsługującego go w tej dziedzinie Głównego Inspektoratu Ochrony Przemysłu MSW) wobec Straży Przemysłowej oraz wobec Straży Łączności, Straży Leśnej i Służby Ochrony Kolei (która w tym okresie otrzymała nową podstawę prawną działania w postaci ustawy z 2 grudnia 1960 r.).
W drugiej połowie lat 70., w związku z reformą administracyjną ustanawiającą nowy podział kraju na 49 województw, zaszły istotne zmiany w organizacji terenowych jednostek pionu. Od tego czasu inspektoraty ochrony przemysłu funkcjonowały jedynie w dziesięciu KW MO: w Bydgoszczy, Gdańsku, Katowicach, Kielcach, Łodzi, Opolu, Poznaniu, Szczecinie, Warszawie i Wrocławiu. W pozostałych województwach ich zadania wykonywali starsi inspektorzy ds. ochrony przemysłu w zespołach stanowisk samodzielnych wydziałów inspekcji KW MO. Po zwiększeniu stanów etatowych w latach 1982–1983 utworzono 10 kolejnych inspektoratów: w Białymstoku, Bielsku-Białej, Częstochowie, Jeleniej Górze, Krakowie, Legnicy, Lublinie, Radomiu, Toruniu i Wałbrzychu.

### Funkcjonowanie pionu ochrony przemysłu w ramach struktur SB
W listopadzie 1981 r., w ramach przygotowań do wprowadzenia stanu wojennego, władze rozpoczęły reformę Ministerstwa Spraw Wewnętrznych, kierując się wzorami wojskowymi. Jednostki organizacyjne centrali resortu zostały wówczas pogrupowane w tzw. służby, a nadzór nad nimi objęli szefowie w randze podsekretarza stanu lub dyrektora generalnego. Zgodnie z nowym podziałem Główny Inspektorat Ochrony Przemysłu MSW znalazł się od 25 listopada 1981 r. pod kontrolą szefa Służby Bezpieczeństwa. Odpowiednie zmiany w terenie weszły w życie w styczniu 1982 r., gdy inspektoraty ochrony przemysłu w komendach wojewódzkich Milicji Obywatelskiej (od sierpnia 1983 r. w wojewódzkich urzędach spraw wewnętrznych) podporządkowano zastępcom komendantów (od sierpnia 1983 r. zastępcom szefów WUSW) ds. Służby Bezpieczeństwa.
Na czas obowiązywania stanu wojennego na terenie całego kraju wprowadzono szczególną regulację prawną, która przewidywała m.in. zmilitaryzowanie ważniejszych zakładów pracy. W tym okresie tryb funkcjonowania organizacji powołanych do ochrony porządku publicznego i mienia społecznego został unormowany uchwałą nr 262 Rady Ministrów z 12 grudnia 1981 r. Na mocy jej zapisów formacje ochronne znalazły się pod względem operacyjnym (niezależnie od wcześniejszej podległości) pod ścisłym nadzorem Ministra Spraw Wewnętrznych oraz kierowanych przez niego organów Służby Bezpieczeństwa i Milicji Obywatelskiej. Po zniesieniu stanu wojennego kwestie koordynacji i kontroli działalności Straży Przemysłowej (Bankowej, Portowej), Straży Pocztowej, Straży Leśnej oraz Służby Ochrony Kolei zostały określone na nowo poprzez uchwałę nr 108 Rady Ministrów z 8 sierpnia 1984 r. zastępującą przepisy z 1962 r.
Funkcjonowanie Głównego Inspektoratu Ochrony Przemysłu MSW jako samodzielnego pionu organizacyjnego trwało do czasu rozpoczęcia transformacji ustrojowej i wydania zarządzenia nr 075 ministra z 24 sierpnia 1989 r. w sprawie likwidacji i przekształcenia niektórych jednostek Służby Bezpieczeństwa. W zreformowanej strukturze zadania inspektoratu, a także zadania Departamentu V MSW (ochrona operacyjna przemysłu) i Departamentu VI MSW (ochrona operacyjna rolnictwa) przejął 1 września 1989 r. Departament Ochrony Gospodarki MSW. Na niższym szczeblu analogiczne zmiany nastąpiły 1 listopada 1989 r. po utworzeniu wydziałów ochrony gospodarki WUSW. Nowy pion prowadził działalność do momentu rozwiązania Służby Bezpieczeństwa 31 lipca 1990 r.

## Kierownictwo
Szefowie Inspektoratu Ochrony KBW:
- mjr/ppłk Aleksander Paczkowski (1 stycznia 1950 r. – 5 lutego 1955 r.)
- ppłk/płk Zygmunt Tomczakowski (1 lipca 1955 r. – 25 października 1956 r.)

Szefowie Głównego Inspektoratu Ochrony Przemysłu MSW:
- płk Zygmunt Tomczakowski (25 października 1956 r. – 1 września 1957 r.)
- mjr Zygmunt Osiński (p.o.) (1 września 1957 r. – 18 października 1957 r.)
- mjr Zygmunt Osiński (19 października 1957 r. – 28 lutego 1959 r.)
- ppłk/płk Kazimierz Posyniak (1 marca 1959 r. – 30 kwietnia 1969 r.)
- płk Michał Chlewicki (1 maja 1969 r. – 1 lutego 1970 r.)

Kierownicy Głównego Inspektoratu Ochrony Przemysłu MSW:
- płk Michał Chlewicki (1 lutego 1970 r. – 31 lipca 1972 r.)
- płk Mieczysław Nowak (15 września 1972 r. – 10 kwietnia 1980 r.)
- płk Zygmunt Osiński (11 kwietnia 1980 r. – 30 października 1989 r.)